# Valerie Jarrett
Valerie Bowman Jarrett (Shiraz; 14 de noviembre de 1956) fue Consejero Superior y asistente del Presidente para la Oficina de Compromiso Público y Asuntos Intergubernamentales de la administración de Obama. Es una abogada de Chicago, mujer de negocios y líder civil. Antes de eso ejercía como copresidenta del proyecto de transición Obama-Biden.

## Personal
Jarrett nació en Shiraz, Irán, hija de padres estadounidenses, James E. Bowman y Barbara T. Bowman. Su padre, un patólogo y genetista, dirigía un hospital para niños en Shiraz como parte de un programa en el cual doctores americanos y expertos en agricultura buscaban ayudar a impulsar la salud y esfuerzos de agricultura en países en desarrollo. Cuando tenía cinco años, la familia se mudó a Londres por un año, regresando a Chicago en 1963.
En 1966, su madre, Barbara T. Bowman, fue una de los cuatro defensores de los derechos infantiles que fundaron el Instituto Erikson. El Instituto se estableció para proveer conocimiento avanzado en el desarrollo infantil para maestros y otros profesionales trabajando con niños pequeños.
Desde niña aprendió a hablar persa y francés.
Jarret asistió al Colegio Laboratorio de la Universidad de Chicago, uno de los centros educativos más exclusivos de Estados Unidos, antes de transferirse al alma mater de su madre, Northfield Mount Hermon, escuela de la que se graduó en 1974. Obtuvo su B.A. Bachelor of Arts en Psicología de la Universidad de Stanford en 1974 y un Juris Doctor de la Universidad de Leyes de Muchigan en 1981.
En 1983, Jarret se casó con el Dr. William Robert Jarrett, hijo del famoso reportero del Chicago Sun-Times, Vernon Jarrett. Ella le atribuye su cambio de una carrera privada a una pública al nacimiento de su hija Laura y su propio deseo de hacer algo que hiciera orgullosa a su hija.
En respuesta a un reportero que mandó por mensaje de correo electrónico una pregunta acerca de su divorcio dijo, “Casada en 1983, separada en 1987, y divorciada en 1988. Y ni una palabra más." En un perfil realizado por la revista Vogue, explicó más a fondo “Crecimos juntos. Fuimos amigos desde la infancia. En cierta manera, él era el “chico de al lado”. Me casé sin realmente apreciar lo difícil que sería el divorcio." William Jarrett murió de un súbito infarto en 1993.

## Carrera

### Política en Chicago
Jarret comenzó en la política de Chicago en 1987, trabajando para el alcalde de la ciudad, Harold Washington. como abogada Ayudante de la Corporación para Finanzas y Desarrollo.
Jarrett continuó trabajando en la oficina del alcalde en los 90. Fue ayudante en jefe de personal para el alcalde Richard M. Daley, tiempo durante el cual contrató a Michelle Robinson, entonces comprometida con Barack Obama, trayéndola desde un bufet de leyes privado (1991). Jarrett ejerció como Comisionada del Departamento de Planeación y Desarrollo de 1992 a 1995, y fue Presidenta de la Junta de Tránsito de Chicago de 1995 al 2005.

### Administración de negocios
Hasta su unión con la Administración de Obama, Jarrett fue CEO de The Habitat Company, una compañía de desarrollo y administración de bienes raíces a la cual se unió en 1995. Ha sido remplazada por Mark Segal, un abogado que se unió a la compañía en el 2002, como CEO. Daniel E. Levin es Presidente de la Junta de “Habitat”, que se formó en 1971. Jarrett fue miembro de la junta de la Bolsa de Valores de Chicago (2000–2007, como Presidenta, 2004–2007).
También fue presidenta del Consejo de administración del Centro Médico de la Universidad de Chicago, vicepresidenta del Consejo de la Universidad de Chicago y miembro del Museo de Ciencia e Industria de Chicago. Jarrett ejerce en la Junta de Directores de USG, una corporación basada en Chicago que se dedica a los materiales de construcción.
El ingreso de Jarrett durante el año anterior, según un reporte del 2009, fue de un salario de $300 000 y $550 000 en compensación diferida de “The Habitat Executive Services, Inc.” The Wall Street Journal también reportó que ella reveló pagos de más de $346 000 por el servicio en juntas de directores que reflejaban sus lazos políticos, y trabajo en bienes raíces en Chicago así como en desarrollo de la comunidad. Se le pagó $76 000 por su servicio como directora de “Navigant Consulting, Inc.”, un grupo consultor global basado en Chicago con clientes gubernamentales. Recibió $146 600 de USG, y $58 000 para ejercer en la junta de “Rreef American REIT II”, un fondo de inversión en bienes raíces establecido en San Francisco. El “Chicago Stock Exchange, Inc.” le pagó $34 444.

### Consejera Superior de Barack Obama

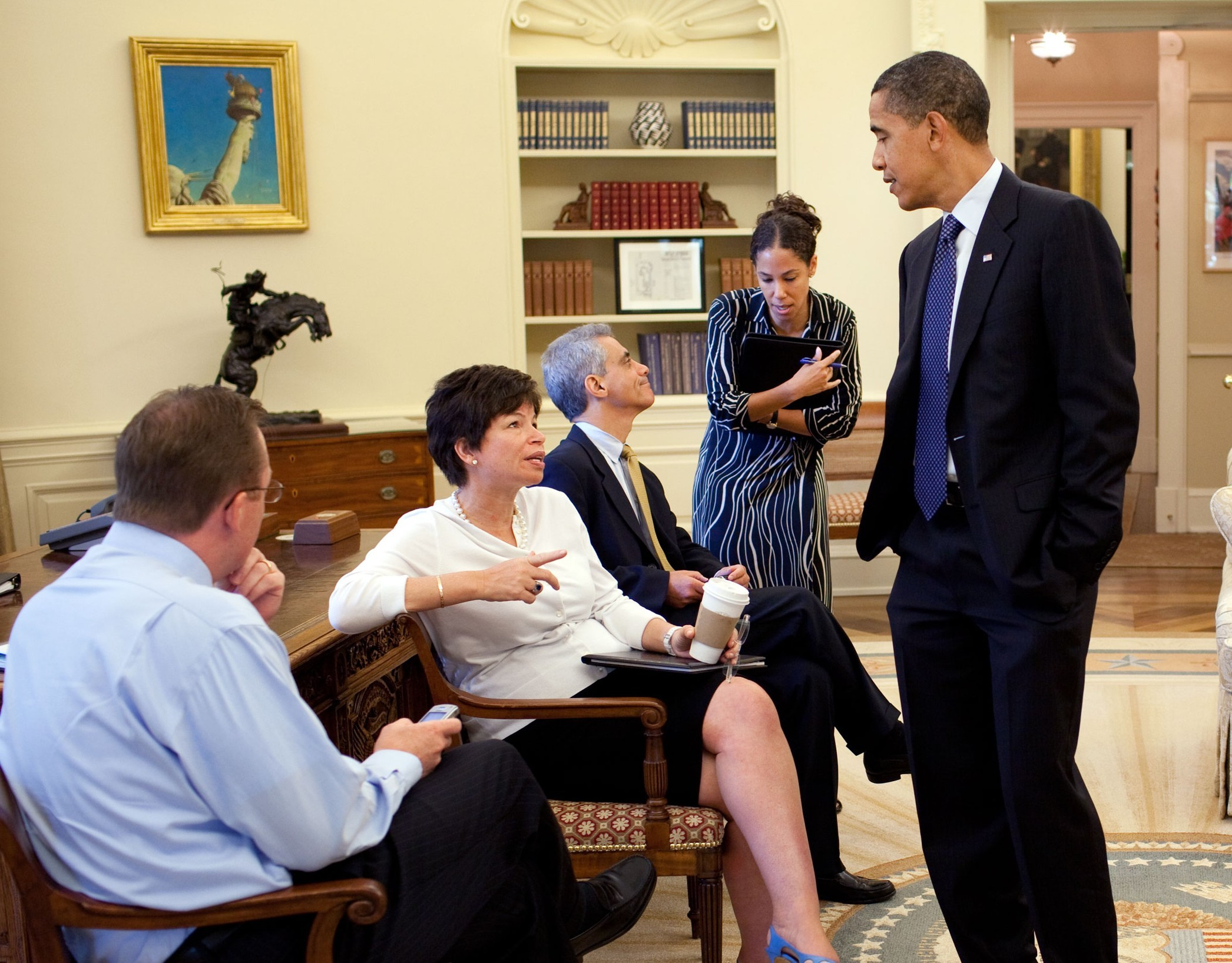
Obama habla con Jarrett y otros consejeros durante una junta de personal en agosto del 2009.

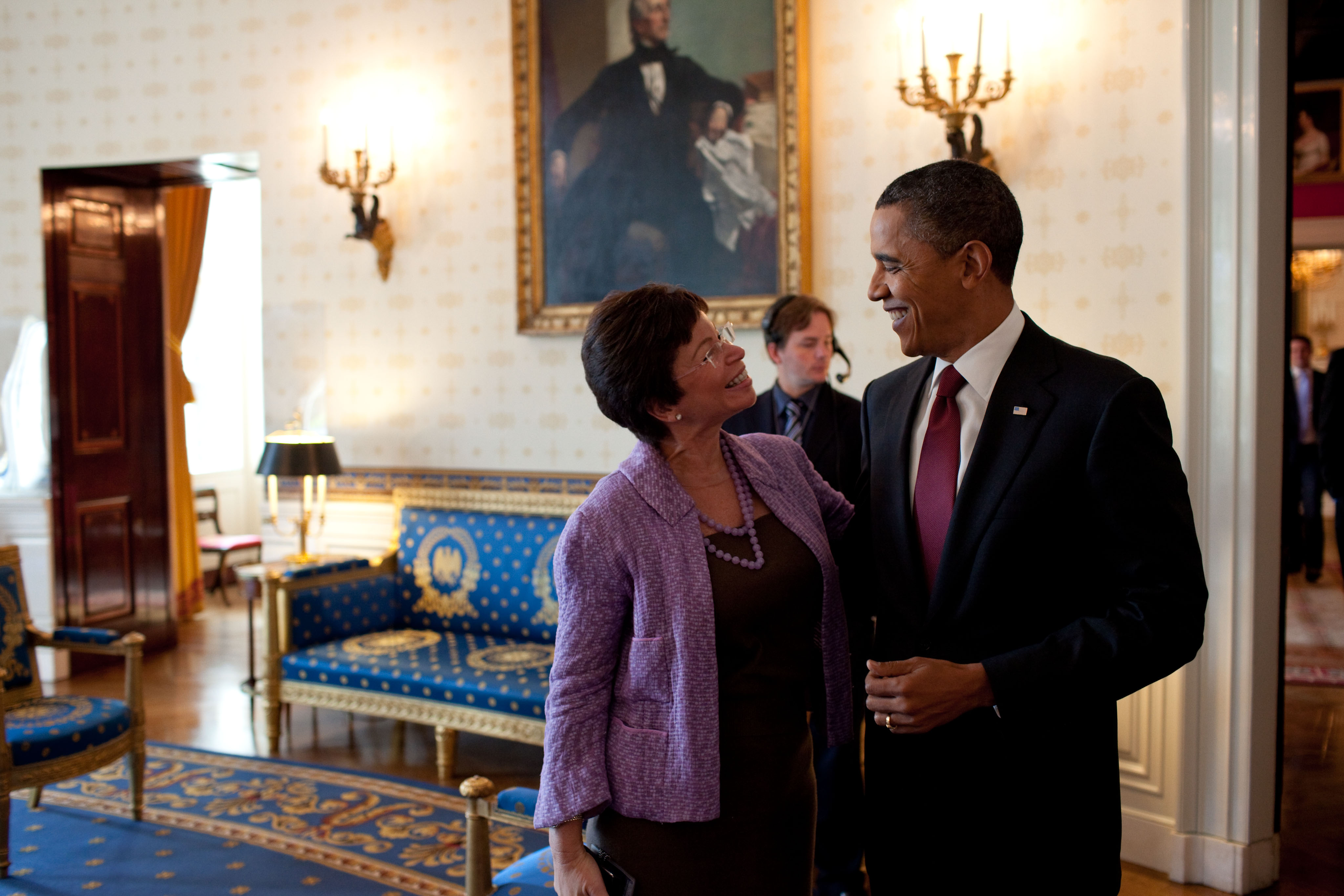
Barack Obama conversa con Valerie Jarrett en el Cuarto Azul, en la Casa Blanca, 2010.

Jarrett fue una de las consejeras y confidentes del Presidente Obama con más tiempo de servicio y fue “ampliamente señalada para una posición prominente en la administración”.

Contrario a Bert Lance, quien llegó de Georgia con el presidente Jimmy Carter para convertirse en su director de presupuesto, o Karen Hughes, quien fue la administradora de comunicaciones del Presidente George W. Bush, Jarrett no es confidente de una muestra de trabajo particular. Lo que sí comparte con estos homólogos es un intenso sentido de lealtad y un rechazo a decir algo públicamente que pueda repercutir negativamente en la imagen del candidato— o robar su lugar en la luz.

El 14 de noviembre de 2008, el entonces electo Presidente Obama seleccionó a Jarret para servir como Consejero Superior de la Casa Blanca y asistente del Presidente para la Oficina de Compromiso Público y Asuntos Intergubernamentales.
Jarrett es una de los tres Consejeros Superiores del Presidente Obama. Ella mantiene la posición de Asistente del Presidente en la Oficina de Compromiso Público y Asuntos Intergubernamentales, manejando la Oficina de la Casa Blanca de Compromiso Público, la Oficina de Asuntos Intergubernamentales, la Oficina de Asuntos Urbanos, tiene la Presidencia del Consejo de la Casa Blanca para Mujeres y Niñas, y la Oficina de la Casa Blanca del Deporte Olímpico, Paralímpico y Juvenil. Jarrett declaró que el reporte del 2011, “Mujeres en América”, que la administración produjo para el Consejo para Mujeres y Niñas, sería usado como una guía para la creación de políticas públicas.
El New York Times dijo que mientras que no hay evidencia de favoritismo político, Gregory Nelson, ayudante de Jarrett, se encontró con grupos de presión de la corporación Solyndra al menos tres veces. El fracaso de la compañía podría costarle a los contribuyentes más de medio billón (US) de dólares.

### Relación con el presidente Obama

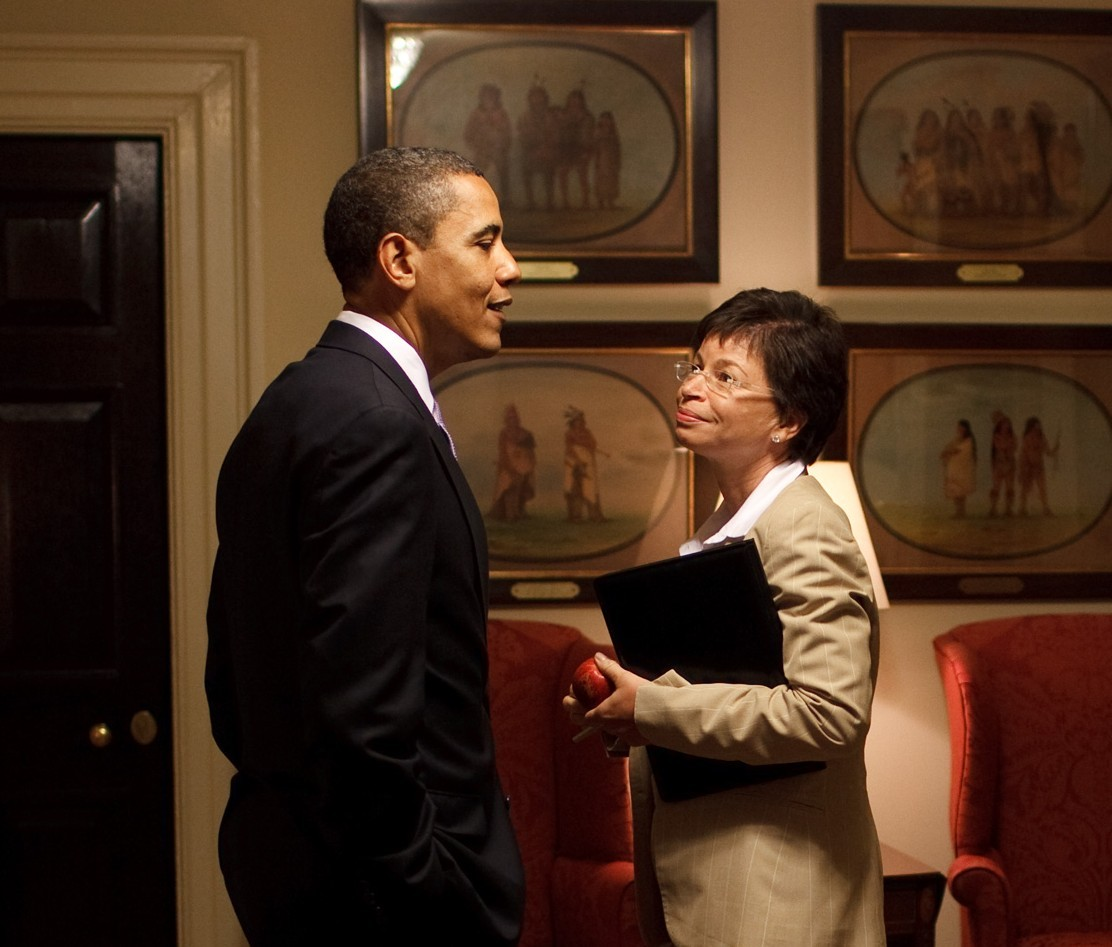
Obama habla con Jarrett en un pasillo del Ala Oeste.

En 1991, Jarrett, como ayudante en jefe de personal del alcalde Richard Daley, entrevistó a Michelle Robinson para un puesto en la oficina del alcalde y le ofreció el trabajo inmediatamente. La Srita. Robinson le pidió tiempo para considerar la oferta y también le pidió a Jarrett que conociera a su prometido, Barack Obama. Los tres terminaron en una cena juntos. Después de esta, Michelle aceptó el trabajo y Valerie Jarrett, según se reporta, tomó a la pareja bajo su protección y “los presentó a un Chicago con más recursos y mejores conexiones que el conocían,” y tomando a Michelle con ella cuando dejó la oficina del alcalde para encabezar el Departamento de Planeación y Desarrollo de Chicago. 